# Gərgər
Gərgər è un comune dell'Azerbaigian situato nel distretto di Gədəbəy. Conta una popolazione di 2 201 abitanti.